# Tomoya Miguchi
Tomoya Miguchi (三口智也 (Miguchi Tomoya?); Wakayama, 26 aprile 1986) è un pentatleta giapponese.

## Biografia
Ha rappresentato il Giappone ai Giochi olimpici estivi di Rio de Janeiro 2016, classificandosi ventiduesimo  nella gara maschile.

## Palmarès
- Giochi asiatici

Canton 2010: bronzo a squadre
Incheon 2014: argento a squadre